# 2023年至2024年威尔士联赛杯
2023–24威尔士联赛杯是该赛事的第32届比赛，赛事始创于1992年。上一届卫冕冠军是巴拉镇FC。

## 赛事安排
- 威尔士超级联赛、由来自威尔士北部联赛和威尔士南部联赛的 44 支俱乐部参加了本赛季的联赛杯。
- 斯旺西城和卡迪夫城获得了本赛季的两个外卡席位。 [1]
- 来自威尔士北部和威尔士南部的 2 支球队在第二轮中轮空。[2]